# Los tres tiempos de América
Los tres tiempos de América es el vigésimo primer álbum de estudio oficial de la banda chilena Quilapayún y el décimo sexto de la solista española Paloma San Basilio. Fue lanzado en 1988, y corresponde a una sinfonía compuesta por el compositor chileno Luis Advis, interpretada musicalmente por Quilapayún, y cantada por la cantante española.

## Lista de partes
Toda la música compuesta por Luis Advis. 
| N.º | Título                                         | Duración |  |
| 1.  | «Preludio instrumental»                        |          |  |
| 2.  | «Relato I»                                     |          |  |
| 3.  | «Ya mi tierra ha nacido»                       |          |  |
| 4.  | «Relato II»                                    |          |  |
| 5.  | «Aparece el mestizo»                           |          |  |
| 6.  | «Relato III»                                   |          |  |
| 7.  | «América tiene amores»                         |          |  |
| 8.  | «Relato IV»                                    |          |  |
| 9.  | «Interludio instrumental I»                    |          |  |
| 10. | «Hombre de América»                            |          |  |
| 11. | «Un hombre desterrado»                         |          |  |
| 12. | «¿Dónde está el que yo quiero?» (1a grabación) |          |  |
| 13. | «Interludio instrumental II»                   |          |  |
| 14. | «Quiero tu tierra tranquila»                   |          |  |
| 15. | «Relato con fondo musical»                     |          |  |
| 16. | «Cuando el coyote y el huemul»                 |          |  |

## Créditos
Quilapayún
- Eduardo Carrasco
- Carlos Quezada
- Hernán Gómez
- Rodolfo Parada
- Hugo Lagos
- Guillermo García
- Ricardo Venegas
- Patricio Wang

Solista
- Paloma San Basilio